# James Herriot
James Herriot, eredeti nevén James Alfred Wight (1916. október 3. – 1995. február 23.) brit állatorvos, író. Neve az önéletrajzi vonatkozásokat tartalmazó történetei nyomán ismert. Legismertebb műve az All Creatures Great and Small (Állatorvosi pályám kezdetén), melyből tévéfilm is készült.

## Életrajz
1916. október 3-án született James Alfred Wight néven az angliai Sunderlandban. Szülei Henry James (1890–1960) galvanizáló munkás és egy helyi mozi zongoristája, illetve Hannah (Bell) (1890–1980) Wight énekesnő-varrónő voltak. Háromhetes korában a család Glasgowba költözött; ott először a Yoker elemi iskolában, majd a Hillhead középiskolában végezte tanulmányait.
23 évesen, 1939-ben végzett a Glasgow Veterinary College-ben, mint állatorvos. Rövid sunderlandi gyakorlat után 1940-ben a yorkshire-i Thirsk (a könyveiben Darrowby) városába utazott, ahol Donald Sinclair (a könyveiben Siegfried Farnon) alkalmazásában vállalt munkát, mint segédorvos. Ugyanott találkozott Brian Sinclairrel (a könyveiben Tristan Farnon) is, akivel életre szóló barátságot kötöttek. Hamar megkedvelte a vidéki „lódoktor” kihívásokkal teli hivatását, és hálát adott a sorsnak, hogy ilyen gyönyörű környezetben dolgozhat.
1941-ben megismerkedett Joan Catherine Anderson Danburyvel (a könyveiben Helen Alderson), akivel még ezen év november 5-én összeházasodtak a thirski St Mary’s templomban. Házasságukból két gyermek született, 1943. február 13-án James Alexander, akiből később szintén állatorvos lett, majd 1947. május 9-én Rosemary, aki apja unszolására az állatorvosi pálya helyett az orvosi hivatást választotta (a könyveiben Jim és Rosie).
1942-ben bevonult a Royal Air Force kötelékébe, ahol pilótakiképzést kapott, de egy régebbi betegsége kiújult, ezért 12 hónapnyi szolgálat után leszerelték. Leszerelése után visszaköltöztek a Thirsk Kirkgate 23-ban lévő, rendelőként is üzemelő házba (a könyveiben Skeldale House), mely most „The World of James Herriot” néven az életét és munkásságát bemutató múzeumként üzemel. Ebben a házban éltek egészen 1953-ig. 1949-ben Donald Sinclair társává lépett elő.
1965-ben írta meg első könyvét The Art and Science (Művészet és tudomány) címmel J. A. Walsh álnéven, de ezt még nem adták ki. Felesége többszöri unszolására 1966-ban kezdte el írni állatorvosi témájú könyveit. 1970-ben jelent meg az első könyve If Only They Could Talk címmel. Több könyvét kiadták az Egyesült Királyságban, majd az Amerikai Egyesült Államokban is.
1975-ben All Creatures Great and Small címmel filmet készítettek történeteiből Simon Ward és Anthony Hopkins főszereplésével. Ugyanezen év folyamán tiszteletbeli tagjává fogadta a Brit Állatorvos Szövetség és az Amerikai Állategészségügyi Szövetség.
1977-ben a Thirsktől néhány kilométerre lévő Thirlbybe költöztek, ahol 23 évig laktak. 1978 januárjában elindult az All Creatures Great and Small címet viselő tévésorozat, amely azonnal népszerű lett. Tizenkét év alatt 90 epizódot forgattak le belőle.
1979-ben a királynőtől megkapta a Brit Birodalom Rendje (OBE) kitüntetést, valamint az Edinburgh-i Heriot-Watt University díszdoktorrá avatta. 1980-ban felhagyott a teljes munkaidejű praktizálással. 1982-ben a Brit Királyi Állatorvosi Társaság a tagjai közé fogadta. 1984-ben megkapta a British Tourist Authority díját, majd a Liverpooli Állatorvosi Tudományegyetem díszdoktorrá avatta. Az Amerikai Egyesült Államok-beli Humane Society egy James Herriot nevével fémjelzett díjat hozott létre. 1991-ben prosztatarákot diagnosztizáltak nála, a thirski Lambert Memorial Hospitalban kezelték. 1992-ben megjelent utolsó könyve, az Every Living Thing.
1995. február 23-án otthonában, 78 évesen elhunyt. Másnap fia, Jim Wight részt vett a Glasgow-i Állatorvosi Iskola James Herriot Könyvtárának megnyitóján. Tiszteletére gyászmisét tartottak a yorki székesegyházban, melyen több mint kétezer ember vett részt.

## Írói munkássága
Felesége biztatására kezdett el írni. 1970-ben jelent meg az első könyve, mely az If Only They Could Talk címet viseli. Ezt követi még nyolc kötet 1992-ig, valamint utána két „kivonat”. Írói sikerei ellenére nem fordított hátat az állatorvoslásnak, azzal csak halála előtt néhány évvel hagyott fel. Írói álnevét Jim Herriottól, a Birmingham City FC kapusától kölcsönözte.
A könyvei nem fedik a regény klasszikus értelmezését, cselekménye nem egy szálat követve fut végig, hanem olykor összetartozó, olykor szétváló rövid történetek elbeszélésével teszi érdekessé a mondanivalóját. Az olvasó megmosolyogtató, olykor szomorú, néha pedig megható történeteken keresztül ismeri meg a modern orvoslás előtti idők állatorvosának munkáját, a városi emberek, de elsősorban a keményen a megélhetésért küzdő yorkshire-i farmerek életét. Könyvei keresztülvezetik a mai embereket azon az időszakaszon, amikor az igavonó lovat felváltotta a traktor, valamint az állatorvos házilag kevert szereit hátrahagyva fordulhatott az antibiotikumok és egyéb „csodaszerek” felé. Írásaiból sugárzik az emberek és az állatok szeretete.
Orvosi kifejezéseket is használva, mégis közérthetően írja le egy kezdő, majd gyakorló állatorvos első botladozásait, sikereit és kudarcait, leírja viszontagságait a hadseregnél, betekintést enged a magánéletébe, valamint megtudhatjuk törökországi és a Szovjetunió-beli utazásának részleteit.
Herriot, élve az alkotói szabadsággal, megváltoztatott neveket (pl. állatorvostársai és a felesége nevét), helyszínt (pl. Darrowbynek nevezi Thirsket), valamint történéseket is (pl. házasságkötése idejére datálja azt, amikor Sinclair társa lett, holott ez csak 1949-ben következett be).
A világsikert az Amerikai Egyesült Államokban kiadott All Creatures Great and Small hozta meg számára, melyben két regényét (If Only They Could Talk és It Shouldn’t Happen to a Vet) vonták össze egy könyvvé. Írásait több nyelvre is lefordították, és több mint 70 millió példányban keltek el világszerte. Sokáig bestseller íróként tartották számon. Neve manapság is turisták tömegét vonzza Thirskbe.

## Bibliográfia

### Eredetileg kiadott könyvei
- If Only They Could Talk (1970)
- It Shouldn’t Happen to a Vet (1972)
- Let Sleeping Vets Lie (1973)
- Vet in Harness (1974)
- Vets Might Fly (1976)
- Vet in a Spin (1977)
- James Herriot’s Yorkshire (1979)
- The Lord God Made Them All (1981)
- Every Living Thing (1992)
- James Herriot’s Cat stories (1994)
- James Herriot’s Favourite Dog Stories (1995)

### Az Amerikai Egyesült Államokban kiadott könyvei
- All Creatures Great and Small (1972) (If Only They Could Talk és It Shouldn’t Happen to a Vet)
- All Things Bright and Beautiful (1974) (Let Sleeping Vets Lie és Vet in Harness)
- All Things Wise and Wonderful (1977) (Vets Might Fly és Vet in a Spin)

### Filmek
- All Creatures Great and Small (1974) (Magyarországon Az élet dicsérete címmel került a mozikba)
- All Creatures Great and Small, a sorozat (1978–1990)
- All Creatures Great and Small (Az élet dicsérete), TV-sorozat (2020–)
- It Shouldn’t Happen to a Vet (1976)

## Magyarul megjelent művei
- Egy állatorvos történetei. Az élet dicsérete; ford. Szász Imre; Gondolat, Bp., 1983
- Állatorvosi pályám kezdetén…; ford. Szász Imre; Gondolat, Bp., 1988
  - (Az állatorvos is ember; Apraja-nagyja megbabonázott címen is)
- Kutyák a rendelőmben; ford. Szász Imre; Gondolat, Bp., 1991
- Minden élő az ég alatt. Egy állatorvos újabb történetei; ford. Szentmiklósi Tamás, Majsai Erzsébet; Aqua, Bp., 1995
- Az élet dicsérete. Egy állatorvos történetei; ford. Szász Imre; Magyar Könyvklub–Aqua, Bp., 1996
- Apraja-nagyja megbabonázott. Állatorvosi pályám kezdetén…; ford. Szász Imre; Magyar Könyvklub–Aqua, Bp., 1996
  - (Az állatorvos is ember; Állatorvosi pályám kezdetén címen is)
- Az állatorvos is nős ember; ford. Szász Imre, Árokszállásy Zoltán; Könyvfakasztó, Bp., 2001
- Az állatorvos is ember; ford. Szász Imre; Könyvfakasztó, Bp., 2001
  - (Állatorvosi pályám kezdetén; Apraja-nagyja megbabonázott címen is)
- A repülő állatorvos; ford. Bori Erzsébet; Könyvfakasztó, Bp., 2002
- Ő is Isten állatkája; ford. Sárközy Elga; Cicero, Bp., 2002
- Kutyák a rendelőmben, 1–2.; ford. Szász Imre; 2. jav. kiad; Ciceró, Bp., 2005–2007